# Desa Kaliwungu (administrativ by i Indonesien, Jawa Timur, lat -8,19, long 113,20)
Desa Kaliwungu är en administrativ by i Indonesien. Den ligger i provinsen Jawa Timur, i den västra delen av landet, 700 km öster om huvudstaden Jakarta.